# Хилько, Екатерина Викторовна
Екатерина Викторовна Хилько (род. 25 марта 1982) — узбекская прыгунья на батуте, призёр Олимпийских игр.

## Биография
Родилась в 1982 году в Ташкенте. В 2000 году приняла участие в Олимпийских играх в Сиднее, но стала лишь 4-й. В 2004 году приняла участие в Олимпийских играх в Афинах, но опять неудачно. В 2006 году завоевала бронзовую медаль Азиатских игр. В 2008 году стала обладательницей бронзовой медали Олимпийских игр в Пекине. В 2009 году завоевала бронзовую медаль чемпионата мира. В 2010 году вновь завоевала бронзовую медаль Азиатских игр. В 2012 году приняла участие в Олимпийских играх в Лондоне, но наград не завоевала.

## Звания
- Заслуженный спортсмен Республики Узбекистан (2001)[1]
- «Узбекистон ифтихори» (2008)[2]